# Psammolyce floccifera
Psammolyce floccifera är en ringmaskart som beskrevs av Augener 1906. Psammolyce floccifera ingår i släktet Psammolyce och familjen Sigalionidae. Inga underarter finns listade i Catalogue of Life.